# National Amateur League (Malta)
La National Amateur League Maltese (conosciuta anche come IZIBET Amateur League 1 per ragioni di sponsorizzazione) è la terza e penultima serie del calcio maltese, dietro la Challenge League.

## Formula
La National Amateur League è l'erede delle precedenti Second Division e Third Division, che fino al 2020 hanno rappresentato rispettivamente il terzo ed il quarto gradino della piramide calcistica maltese.
Al campionato partecipavano 13 squadre, che si affrontavano in un girone andata/ritorno. Le prime due squadre erano direttamente promosse alla First Division, mentre la terza classificata era ammessa agli spareggi promozione da disputarsi contro la terzultima classificata della divisione superiore (analogamente a quanto avveniva per le altre divisioni del calcio maltese). Simmetricamente, gli ultimi due club venivano direttamente retrocessi nella terza divisione maltese, mentre il terzultimo otteneva il diritto di disputare uno spareggio retrocessione contro la terza classificata in Second Division. Le Squadre si affrontavano in gare di andata e ritorno per un totale di 26 giornate.
Una nuova formula a 13 squadre è stata introdotta il 13 gennaio 2011, mentre il meccanismo degli spareggi ha visto la luce nel 2016.
A seguito della generale riforma dei campionati, nel 2020 la federazione calcistica di Malta ha deciso di accorpare le precedenti Second e Third Division in una unica serie, composta da un numero di squadre variabile e suddivise in tre differenti gironi. È stato mantenuto il sistema delle gare andata/ritorno, ma non è più prevista la disputa di spareggi: ad accedere alla categoria superiore sono le prime tre di ogni girone (che si affrontano in un mini-torneo per determinare la vincitrice della divisione) e la vincitrice dei play-off, che si disputano fra la seconda, terza e quarta classificata di ogni girone.
La prima edizione della nuova competizione è terminata nel marzo 2021 ed ha visto la vittoria del Luqa St. Andrew's.
Una nuova formula a 16 squadre è stata introdotta a partire dalla stagione 2024/2025, e prevede due promozioni e due retrocessioni.

## Squadre 2024–2025
- Attard
- Birzebbuga St. Peters
- Għargħur
- Kirkop United
- Luqa St. Andrew's
- Marsaskala
- Mellieħa
- Msida Saint-Joseph
- Pembroke Athleta
- Qormi
- Qrendi
- Rabat Ajax
- San Ġwann
- Vittoriosa Stars
- Xghajra Tornadoes
- Żejtun Corinthians

## Albo d'oro
| Stagione | Vincitore          | Secondo            | Retrocessioni                                  |
| -------- | ------------------ | ------------------ | ---------------------------------------------- |
| 2000–01  | Mqabba             | Balzan Youths      | Siggiewi, St. Lucia                            |
| 2001–02  | Msida Saint-Joseph | Senglea Athletic   | Santa Venera, Melita                           |
| 2002–03  | Tarxien Rainbows   | San Ġwann          | Qormi, Luqa                                    |
| 2003–04  | St. George's       | Gozo               | Żurrieq, Żejtun Corinthians, Xghajra Tornadoes |
| 2004–05  | Tarxien Rainbows   | St. Andrews        | Santa Venera, Rabat Ajax                       |
| 2005–06  | Qormi              | Vittoriosa Stars   | Gżira Utd, Attard, Għargħur                    |
| 2006–07  | Dingli Swallows    | Mellieħa           | Żebbuġ Rangers, Gudja Utd, Gozo                |
| 2007–08  | San Ġwann          | Rabat Ajax         | Żurrieq, Sirens                                |
| 2008–09  | Balzan Youths      | Melita             | Naxxar Lions, Mġarr, Marsa                     |
| 2009–10  | Lija Athletic      | St. Andrews        | Santa Venera, Għargħur, Gozo                   |
| 2010–11  | Żejtun Corinthians | Rabat Ajax         | Senglea Athletic, Gżira Utd, Mġarr             |
| 2011–12  | Gżira Utd          | Gudja Utd          | Attard, Senglea Athletic, Luqa                 |
| 2012–13  | Żebbuġ Rangers     | Msida Saint-Joseph | Mġarr, Santa Venera                            |
| 2013–14  | Mqabba             | Pembroke Athleta   | Marsaskala, Kirkop United, Mdina Knights       |
| 2014–15  | San Ġwann          | Ħamrun Spartans    | Dingli Swallows, Ghaxaq, Xghajra Tornadoes     |
| 2015–16  | Marsa              | Sirens             | Żurrieq, Msida Saint-Joseph, Kirkop United     |
| 2016–17  | Żejtun Corinthians | Qrendi             | Ghaxaq, Mellieħa                               |
| 2017–18  | Gudja Utd          | St. Lucia          | Attard, Għargħur                               |
| 2018–19  | St. George's       | Fgura Utd          | Santa Venera, Siggiewi                         |
| 2019–20  | Marsa              | Marsaxlokk         | Nessuna                                        |
| 2020–21  | Luqa St. Andrew's  | Melita             | Nessuna                                        |
| 2021–22  | Żurrieq            | Mtarfa             | Nessuna                                        |

| Stagione | Vincitore        | Secondo            | Altre promosse                        |
| -------- | ---------------- | ------------------ | ------------------------------------- |
| 2022–23  | Senglea Athletic | Msida Saint-Joseph | Luqa St. Andrew's, Żabbar St. Patrick |
| 2023–24  | Mġarr            | Mtarfa             | -                                     |